# جون تي. ووكر (مشاة البحرية الأمريكية)
جون تي ووكر (بالإنجليزية: John T. Walker)‏ هو عسكري أمريكي، ولد في 15 سبتمبر 1893 في أزل في الولايات المتحدة، وتوفي في 22 فبراير 1955 في سان دييغو في الولايات المتحدة.